# 高欲生
高欲生（Gao Yusheng）、日本名は武井欲生（たけい ゆうき）、1963年中国広東省広州市生まれ、一般社団法人日本古琴振興会代表理事。中国音楽家協会会員、中国広東嶺南派古琴研究会会員、中国古琴会会員、東京「聴風琴社」会長。
1976年から謝導秀、李祥霆、龔一などに指導を受ける。北京中央音楽学院を経て、1986年広東省星海音楽学院を古琴（七弦琴）演奏専門で卒業。1989年来日、生田流の箏を学ぶ。1995年以降現在まで、国内外で古琴を紹介する催しや演奏会などを行っており日中国際交流の活動は10数年に及ぶ。源氏物語の研究者川島絹江教授のもと、日本に渡った琴の歴史も学び、源氏物語に登場する曲を再現させる。全国古琴大賽（中国古琴演奏コンクール）で銅賞を受賞。2010年東京国立博物館（平成館）特別展「誕生！中国文明」のテーマ曲の収録・記念公演に参加。
2011年第3回中国成都国際無形文化遺産祭で日本の代表として演奏 。2012年中日東京文化祭に参加。2013年平塚市松原公民館にて「夏の古琴の調べ」を開催。
2013年「宇津保物語」古琴と絵画展主催、早稲田大学「アジア伝統弦楽楽器展」記念古琴演奏会、放送大学「源氏物語と琴」一般公開授業の生演奏、NHKラジオ「ちきゅう人バンザイ」生出演。
2014年日本国内での古琴再興を目的に、一般社団法人日本古琴振興会を設立した。
2017年サントリーホールプルーローズでのリサイタル。

## リンク
- 旅日華人古琴演奏家高欲生：聴琴是縁、飲茶是福
- 源氏絵における琴（きん）と和琴の絵画表現の研究